# Georgia Louise Harris Brown
Georgia Louise Harris Brown (Topeka, Kansas; 12 de junio de 1918 - 21 de septiembre de 1999) es considerada la segunda mujer estadounidenseafroamericana en convertirse en arquitecta con licencia en los Estados Unidos. También fue la primera mujer negra en obtener un título en arquitectura de la Universidad de Kansas, y la única miembro negra del capítulo de Chicago de Alpha Alpha Gamma (arquitectos femeninos y mujeres profesionales aliadas).
Brown era hija de Carl Collins, un empleado de envío, y de Georgia Watkins, maestra de escuela que también estudió música clásica. Tuvo 4 hermanos. Brown mostró aptitud artística y mecánica siendo muy joven: trabajó en automóviles y equipo de labranza con su hermano mayor y se interesó por la pintura. Estudió en Seaman High School y fue a la Universidad de Washburn entre 1936 y 1937. En 1938 se mudó a Chicago y se matriculó en clases en el Instituto Armor de Tecnología, más tarde conocido como el Instituto de Tecnología de Illinois y estudió con Mies van der Rohe. A partir de 1940, asistió a la universidad de Kansas y se graduó en arquitectura en 1944, la primera mujer negra que lo hace. En 1941, se casó con James A. Brown; se divorciaron en 1952.
Comenzó a trabajar en Chicago para Kenneth Roderick O'Neal de 1945 a 1949. Se convirtió en arquitecta con licencia el 19 de julio de 1949, y comenzó a trabajar para Frank J. Kornacker & Associates ese mismo año. Fue la encargada de los cálculos estructurales en los apartamentos en 800 Lake Shore Drive en Chicago. Mientras estaba en Kornacker, asistió a clases de ingeniería civil y tuvo otros trabajos simultáneos. Trabajó en Chicago hasta 1953, cuando se fue a Brasil. Una de sus razones para abandonar Estados Unidos fue porque «las oportunidades de progreso estaban limitadas por su raza» y que en Brasil, habría menos límites raciales para su éxito.
Brown aprendió a hablar portugués estudiando con un amigo y se mudó permanentemente a Sao Paulo en 1954. Durante 1954 trabajó para Charles Bosworth, pero más tarde abrió su propia firma de diseño de interiores, Escandia Ltda.
En Brasil, trabajó en varios edificios y proyectos importantes. Fue directora de proyectos y diseñadora de un gran complejo en Osasco y posteriormente propiedad de Pfizer Pharmaceutical Corporation en Guarulhos. También diseñó una planta de Jeep en San Bernardo y una instalación de envío para Siemens. También diseñó un aeropuerto para Krupp de Alemania. Otros aspectos destacados fueron la fábrica de películas Kodak Brasileire Comerico de 376.740 pies cuadrados en São José dos Campos. También diseñó más de una docena de casas personales de 1971 a 1985 para los ricos brasileños.
En 1995, se trasladó a Washington D. C., donde se retiró y pasó los últimos años como mentora voluntaria de los jóvenes en la Iglesia Episcopal de San Lucas. Después de una cirugía por cáncer en 1999, entró en un coma inesperado que duró dos semanas hasta que murió.